# OFC Futsal Champions League
Die OFC Futsal Club Championship ist ein Kontinentalwettbewerb für Vereinsmannschaften im Futsal, der von der OFC erstmals im Dezember 2019 in Auckland in Neuseeland ausgetragen wurde. An dieser Erstauflage des Wettbewerbes nahmen die fünf Meister folgender Länder teil: Fidschi, Neukaledonien, Neuseeland, Salomonen und Tahiti. 

## Die Endspiele und Sieger
| Jahr | Austragungsort                          | Finale                                  | Finale                                  | Finale                                  | Spiel um Platz 3                        | Spiel um Platz 3                        | Spiel um Platz 3                        |
| Jahr | Austragungsort                          | Sieger                                  | Ergebnis                                | Finalist                                | 3. Platz                                | Ergebnis                                | 4. Platz                                |
| ---- | --------------------------------------- | --------------------------------------- | --------------------------------------- | --------------------------------------- | --------------------------------------- | --------------------------------------- | --------------------------------------- |
| 2019 | Auckland (Neuseeland)                   | Kooline                                 | 7:5                                     | AS PTT                                  | AFF Futsal                              | 7:0                                     | AS Pirae Futsal                         |
| 2020 | Abgesagt aufgrund der COVID-19-Pandemie | Abgesagt aufgrund der COVID-19-Pandemie | Abgesagt aufgrund der COVID-19-Pandemie | Abgesagt aufgrund der COVID-19-Pandemie | Abgesagt aufgrund der COVID-19-Pandemie | Abgesagt aufgrund der COVID-19-Pandemie | Abgesagt aufgrund der COVID-19-Pandemie |
| 2021 | Abgesagt aufgrund der COVID-19-Pandemie | Abgesagt aufgrund der COVID-19-Pandemie | Abgesagt aufgrund der COVID-19-Pandemie | Abgesagt aufgrund der COVID-19-Pandemie | Abgesagt aufgrund der COVID-19-Pandemie | Abgesagt aufgrund der COVID-19-Pandemie | Abgesagt aufgrund der COVID-19-Pandemie |
| 2024 | Païta (Neukaledonien)                   | AS PTT                                  | 4:3                                     | Mataks FC                               | UNV FC                                  | 2:0                                     | Suva FC                                 |